# Giro di Svizzera 2022
Il Giro di Svizzera 2022, ottantacinquesima edizione della corsa, valido come ventiquattresima prova dell'UCI World Tour 2022 categoria 2.UWT, si svolse in otto tappe dal 12 al 19 giugno 2022 su un percorso di 1 339,6 km, con partenza da Küsnacht e arrivo a Vaduz, in Liechtenstein. La vittoria fu appannaggio del britannico Geraint Thomas, il quale completò il percorso in 33h07'09", alla media di 40,45 km/h, precedendo il colombiano Sergio Higuita e il danese Jakob Fuglsang.
Sul traguardo di Vaduz 76 ciclisti, su 152 partiti da Küsnacht, portarono a termine la competizione.

## Tappe
| Tappa  | Data      | Percorso                          | km      | Vincitore di tappa | Leader cl. generale |
| ------ | --------- | --------------------------------- | ------- | ------------------ | ------------------- |
| 1ª     | 12 giugno | Küsnacht > Küsnacht               | 178     | Stephen Williams   | Stephen Williams    |
| 2ª     | 13 giugno | Küsnacht > Aesch                  | 199     | Andreas Leknessund | Stephen Williams    |
| 3ª     | 14 giugno | Aesch > Grenchen                  | 177     | Peter Sagan        | Stephen Williams    |
| 4ª     | 15 giugno | Grenchen > Brunnen                | 191     | Daryl Impey        | Stephen Williams    |
| 5ª     | 16 giugno | Ambrì > Novazzano                 | 193     | Aleksandr Vlasov   | Aleksandr Vlasov    |
| 6ª     | 17 giugno | Locarno > Moosalp                 | 180     | Nico Denz          | Jakob Fuglsang      |
| 7ª     | 18 giugno | Ambrì > Malbun                    | 196     | Thibaut Pinot      | Sergio Higuita      |
| 8ª     | 19 giugno | Vaduz > Vaduz (cron. individuale) | 25,6    | Remco Evenepoel    | Geraint Thomas      |
| Totale | Totale    | Totale                            | 1 339,6 |                    |                     |

## Squadre e corridori partecipanti
| N.      | Cod. | Squadra                  |
| ------- | ---- | ------------------------ |
| 1-7     | IGD  | Ineos Grenadiers         |
| 11-17   | ACT  | AG2R Citroën Team        |
| 21-27   | AST  | Astana Qazaqstan Team    |
| 31-37   | TBV  | Bahrain Victorious       |
| 41-47   | BEX  | Team BikeExchange-Jayco  |
| 51-57   | BOH  | Bora-Hansgrohe           |
| 61-67   | COF  | Cofidis                  |
| 71-77   | DSM  | Team DSM                 |
| 81-87   | EFE  | EF Education-EasyPost    |
| 91-97   | GFC  | Groupama-FDJ             |
| 101-107 | IWG  | Intermarché-Wanty-Gobert |

| N.      | Cod. | Squadra                     |
| ------- | ---- | --------------------------- |
| 111-117 | IPT  | Israel-Premier Tech         |
| 121-127 | TJV  | Jumbo-Visma                 |
| 131-137 | LTS  | Lotto Soudal                |
| 141-147 | MOV  | Movistar Team               |
| 151-157 | QST  | Quick-Step Alpha Vinyl Team |
| 161-167 | TFS  | Trek-Segafredo              |
| 171-177 | UAD  | UAE Team Emirates           |
| 181-187 | AFC  | Alpecin-Fenix               |
| 191-197 | HPM  | Human Powered Health        |
| 201-207 | TEN  | TotalEnergies               |
| 211-217 | CHE  | Svizzera                    |

## Dettagli delle tappe

### 1ª tappa
- 12 giugno: Küsnacht > Küsnacht – 178 km

Risultati
| Pos. | Corridore        | Squadra | Tempo    |
| ---- | ---------------- | ------- | -------- |
| 1    | Stephen Williams | Bahrain | 4h16'51" |
| 2    | M. Schachmann    | Bora    | s.t.     |
| 3    | Andreas Kron     | Lotto   | s.t.     |

| Pos. | Corridore        | Squadra | Tempo    |
| ---- | ---------------- | ------- | -------- |
| 1    | Stephen Williams | Bahrain | 4h16'41" |
| 2    | M. Schachmann    | Bora    | a 4"     |
| 3    | Andreas Kron     | Lotto   | a 6"     |

### 2ª tappa
- 13 giugno: Küsnacht > Aesch – 199 km

Risultati
| Pos. | Corridore        | Squadra      | Tempo    |
| ---- | ---------------- | ------------ | -------- |
| 1    | A. Leknessund    | DSM          | 4h46'22" |
| 2    | Alberto Bettiol  | EF           | a 38"    |
| 3    | Michael Matthews | BikeExchange | s.t.     |

| Pos. | Corridore        | Squadra | Tempo    |
| ---- | ---------------- | ------- | -------- |
| 1    | Stephen Williams | Bahrain | 9h03'41" |
| 2    | M. Schachmann    | Bora    | a 4"     |
| 3    | Andreas Kron     | Lotto   | a 6"     |

### 3ª tappa
- 14 giugno: Aesch > Grenchen – 177 km

Risultati
| Pos. | Corridore          | Squadra       | Tempo    |
| ---- | ------------------ | ------------- | -------- |
| 1    | Peter Sagan        | TotalEnergies | 4h28'38" |
| 2    | Bryan Coquard      | Cofidis       | s.t.     |
| 3    | Alexander Kristoff | Intermarché   | s.t.     |

| Pos. | Corridore        | Squadra | Tempo     |
| ---- | ---------------- | ------- | --------- |
| 1    | Stephen Williams | Bahrain | 13h32'19" |
| 2    | Andreas Kron     | Lotto   | a 6"      |
| 3    | A. Leknessund    | DSM     | a 7"      |

### 4ª tappa
- 15 giugno: Grenchen > Brunnen – 191 km

Risultati
| Pos. | Corridore         | Squadra      | Tempo    |
| ---- | ----------------- | ------------ | -------- |
| 1    | Daryl Impey       | Israel       | 4h14'09" |
| 2    | Michael Matthews  | BikeExchange | s.t.     |
| 3    | S. Kragh Andersen | DSM          | s.t.     |

| Pos. | Corridore        | Squadra | Tempo     |
| ---- | ---------------- | ------- | --------- |
| 1    | Stephen Williams | Bahrain | 17h46'28" |
| 2    | Andreas Kron     | Lotto   | a 6"      |
| 3    | Geraint Thomas   | Ineos   | a 7"      |

### 5ª tappa
- 16 giugno: Ambrì > Novazzano – 193 km

Risultati
| Pos. | Corridore        | Squadra | Tempo    |
| ---- | ---------------- | ------- | -------- |
| 1    | Aleksandr Vlasov | Bora    | 4h30'28" |
| 2    | Neilson Powless  | EF      | s.t.     |
| 3    | Jakob Fuglsang   | Israel  | s.t.     |

| Pos. | Corridore        | Squadra | Tempo     |
| ---- | ---------------- | ------- | --------- |
| 1    | Aleksandr Vlasov | Bora    | 22h16'56" |
| 2    | Jakob Fuglsang   | Israel  | a 6"      |
| 3    | Geraint Thomas   | Ineos   | a 7"      |

### 6ª tappa
- 17 giugno: Locarno > Moosalp – 180 km

Risultati
| Pos. | Corridore      | Squadra | Tempo    |
| ---- | -------------- | ------- | -------- |
| 1    | Nico Denz      | DSM     | 4h30'28" |
| 2    | C. Champoussin | AG2R    | s.t.     |
| 3    | José Herrada   | Cofidis | s.t.     |

| Pos. | Corridore      | Squadra | Tempo     |
| ---- | -------------- | ------- | --------- |
| 1    | Jakob Fuglsang | Israel  | 27h30'30" |
| 2    | Geraint Thomas | Ineos   | a 1"      |
| 3    | Sergio Higuita | Bora    | a 10"     |

### 7ª tappa
- 18 giugno: Ambrì > Malbun – 196 km

Risultati
| Pos. | Corridore       | Squadra  | Tempo    |
| ---- | --------------- | -------- | -------- |
| 1    | Thibaut Pinot   | Groupama | 5h06'39" |
| 2    | Óscar Rodríguez | Movistar | a 25"    |
| 3    | Aleksej Lucenko | Astana   | a 38"    |

| Pos. | Corridore      | Squadra | Tempo     |
| ---- | -------------- | ------- | --------- |
| 1    | Sergio Higuita | Bora    | 32h38'38" |
| 2    | Geraint Thomas | Ineos   | a 2"      |
| 3    | Jakob Fuglsang | Israel  | a 19"     |

### 8ª tappa
- 19 giugno: Vaduz > Vaduz – Cronometro individuale – 25,6 km

Risultati
| Pos. | Corridore       | Squadra    | Tempo  |
| ---- | --------------- | ---------- | ------ |
| 1    | Remco Evenepoel | Quick-Step | 28'26" |
| 2    | Geraint Thomas  | Ineos      | a 3"   |
| 3    | Stefan Küng     | Groupama   | a 11"  |

| Pos. | Corridore      | Squadra | Tempo     |
| ---- | -------------- | ------- | --------- |
| 1    | Geraint Thomas | Ineos   | 33h07'09" |
| 2    | Sergio Higuita | Bora    | a 1'12"   |
| 3    | Jakob Fuglsang | Israel  | a 1'16"   |

## Evoluzione delle classifiche
| Tappa              | Vincitore          | Classifica generale Maglia gialla | Classifica a punti Maglia nera | Classifica scalatori Maglia marrone | Classifica giovani Maglia azzurra | Classifica a squadre |
| ------------------ | ------------------ | --------------------------------- | ------------------------------ | ----------------------------------- | --------------------------------- | -------------------- |
| 1ª                 | Stephen Williams   | Stephen Williams                  | Stephen Williams               | Quinn Simmons                       | Andreas Kron                      | Bora-Hansgrohe       |
| 2ª                 | Andreas Leknessund | Stephen Williams                  | Andreas Leknessund             | Quinn Simmons                       | Andreas Kron                      | Bora-Hansgrohe       |
| 3ª                 | Peter Sagan        | Stephen Williams                  | Andreas Leknessund             | Quinn Simmons                       | Andreas Kron                      | Bora-Hansgrohe       |
| 4ª                 | Daryl Impey        | Stephen Williams                  | Andreas Leknessund             | Quinn Simmons                       | Andreas Kron                      | Bora-Hansgrohe       |
| 5ª                 | Aleksandr Vlasov   | Aleksandr Vlasov                  | Andreas Leknessund             | Quinn Simmons                       | Andreas Kron                      | Bora-Hansgrohe       |
| 6ª                 | Nico Denz          | Jakob Fuglsang                    | Michael Matthews               | Quinn Simmons                       | Sergio Higuita                    | Bora-Hansgrohe       |
| 7ª                 | Thibaut Pinot      | Sergio Higuita                    | Michael Matthews               | Quinn Simmons                       | Sergio Higuita                    | Groupama-FDJ         |
| 8ª                 | Remco Evenepoel    | Geraint Thomas                    | Michael Matthews               | Quinn Simmons                       | Sergio Higuita                    | Bora-Hansgrohe       |
| Classifiche finali | Classifiche finali | Geraint Thomas                    | Michael Matthews               | Quinn Simmons                       | Sergio Higuita                    | Bora-Hansgrohe       |

Maglie indossate da altri ciclisti in caso di due o più maglie vinte
- Nella 2ª tappa Maximilian Schachmann ha indossato la maglia nera al posto di Stephen Williams.
- Nell'8ª tappa Andreas Leknessund ha indossato la maglia azzurra al posto di Sergio Higuita.

## Classifiche finali

### Classifica generale - Maglia gialla
| Pos. | Corridore           | Squadra     | Tempo     |
| ---- | ------------------- | ----------- | --------- |
| 1    | Geraint Thomas      | Ineos       | 33h07'09" |
| 2    | Sergio Higuita      | Bora        | a 1'12"   |
| 3    | Jakob Fuglsang      | Israel      | a 1'16"   |
| 4    | Neilson Powless     | EF          | a 2'10"   |
| 5    | Stefan Küng         | Groupama    | a 2'25"   |
| 6    | Bob Jungels         | AG2R        | a 2'59"   |
| 7    | Felix Großschartner | Bora        | a 3'37"   |
| 8    | Daniel Martínez     | Ineos       | a 3'39"   |
| 9    | D. Pozzovivo        | Intermarché | a 3'42"   |
| 10   | M.Schachmann        | Bora        | a 3'45"   |

### Classifica a punti - Maglia nera
| Pos. | Corridore        | Squadra      | Punti |
| ---- | ---------------- | ------------ | ----- |
| 1    | Michael Matthews | BikeExchange | 30    |
| 2    | A. Leknessund    | DSM          | 20    |
| 3    | Quinn Simmons    | Trek         | 18    |
| 4    | Geraint Thomas   | Ineos        | 18    |
| 5    | Thibaut Pinot    | Groupama     | 13    |

### Classifica scalatori - Maglia marrone
| Pos. | Corridore       | Squadra    | Punti |
| ---- | --------------- | ---------- | ----- |
| 1    | Quinn Simmons   | Trek       | 60    |
| 2    | Fausto Masnada  | Quick-Step | 31    |
| 3    | Thibaut Pinot   | Groupama   | 28    |
| 4    | Nico Denz       | DSM        | 20    |
| 5    | Óscar Rodríguez | Movistar   | 16    |

### Classifica giovani - Maglia azzurra
| Pos. | Corridore       | Squadra       | Tempo     |
| ---- | --------------- | ------------- | --------- |
| 1    | Sergio Higuita  | Bora          | 33h08'21" |
| 2    | Remco Evenepoel | Quick-Step    | a 2'52"   |
| 3    | A. Leknessund   | DSM           | a 3'14"   |
| 4    | Andreas Kron    | Lotto         | a 5'55"   |
| 5    | M. Burgaudeau   | TotalEnergies | a 7'25"   |

### Classifica a squadre
| Pos. | Squadra                     | Tempo     |
| ---- | --------------------------- | --------- |
| 1    | Bora-Hansgrohe              | 99h28'46" |
| 2    | Groupama-FDJ                | a 1'07"   |
| 3    | AG2R Citroën Team           | a 17'22"  |
| 4    | Ineos Grenadiers            | a 31'30"  |
| 5    | Quick-Step Alpha Vinyl Team | a 38'35"  |